# 德国元帅衔大将
以下是获授德国元帅衔大将（Generaloberst mit dem Rang eines Generalfeldmarschalls）军衔的军官和王室成员的列表。此军衔意为“具有陆军元帅军衔的上将”，由于元帅军衔是为战时晋升保留的。

## 普鲁士
- 1854年3月1日-德意志皇帝兼普鲁士国王威廉一世（Wilhelm I. Deutscher Kaiser und König von Preußen）
- 1854年3月30日-普鲁士亲王卡尔（Karl Prinz von Preußen）
- 1871年6月16日-普鲁士亲王阿尔布雷希特（Albrecht Prinz von Preußen）
- 1873年1月1日-荷兰亲王弗雷德里克（Frederik Prinz der Niederlande）
- 1873年9月2日-梅克伦堡-什未林大公弗里德里希·弗兰茨二世（Friedrich Franz II. Großherzog von Mecklenburg-Schwerin）
- 1873年9月2日-符腾堡亲王奥古斯特（August Prinz von Württemberg）
- 1888年6月25日-巴登大公弗里德里希一世（Friedrich I. Großherzog von Baden）
- 1888年9月19日-亚历山大·冯·帕佩（Alexander von Pape）
- 1889年12月21日-萨克森-魏玛-艾森纳赫大公卡尔·亚历山大（Karl Alexander Großherzog von Sachsen-Weimar und Eisenach）
- 1890年3月20日-奥托·冯·俾斯麦，舍恩豪森侯爵（Otto von Bismarck, Fürst von Schönhausen）
- 1891年9月12日-黑森-达姆施塔特大公路德维希四世（Ludwig IV. Großherzog von Hessen-Darmstadt）
- 1893年9月8日-瓦尔特·冯·洛男爵（Walter Freiherr von Loë）
- 1895年9月12日-阿尔弗雷德·冯·瓦德西伯爵（Alfred Graf von Waldersee）
- 1903年3月11日-威廉·冯·哈恩克（Wilhelm von Hahnke）
- 1903年4月26日-戈特利布·冯·黑泽勒伯爵（Gottlieb Graf von Haeseler）
- 1903年9月11日-阿道夫·冯·威蒂克（Adolf von Wittich）
- 1903年9月11日-阿尔弗雷德·冯·施利芬伯爵（Alfred Graf von Schlieffen）
- 1907年9月28日-萨克森-阿尔滕堡公爵恩斯特一世（Ernst I. Herzog von Sachsen-Altenburg）
- 1909年9月4日-普鲁士亲王海因里希（Heinrich Prinz von Preußen）
- 1909年9月11日-萨克森-迈宁根公爵伯恩哈德三世（Bernhard III. Herzog von Sachsen-Meiningen）
- 1909年9月11日-巴登大公弗里德里希二世（Friedrich II. Großherzog von Baden）
- 1911年1月1日-奥斯卡·冯·林德奎斯特（Oskar von Lindequist）
- 1911年1月1日-汉斯·冯·普勒森（Hans von Plessen）

## 巴伐利亚
- 1896年1月7日-巴伐利亚国王路德维希三世（Ludwig III. König von Bayern）
- 1896年2月9日-巴伐利亚亲王列奥波德（Leopold Prinz von Bayern）
- 1903年9月9日-巴伐利亚亲王阿努尔夫（Arnulf Prinz von Bayern）

## 萨克森
- 1892年10月8日-萨克森-魏玛-艾森纳赫大公卡尔·亚历山大（Karl Alexander Großherzog von Sachsen-Weimar und Eisenach）
- 1909年9月4日-普鲁士亲王海因里希（Heinrich Prinz von Preußen）
- 1909年9月11日-萨克森-迈宁根公爵伯恩哈德三世（Bernhard III. Herzog von Sachsen-Meiningen）